# Solerás
Solerás (en catalán y oficialmente El Soleràs) es una localidad y municipio español de la provincia de Lérida, en la comunidad autónoma de Cataluña. El término municipal, ubicado en la comarca de Las Garrigas, tiene una población de 310 habitantes (INE 2024).

## Etimología
El nombre del pueblo proviene del latín solarium, derivado de solum que significa suelo o tierra.

## Accesos
Las carreteras que cruzan el pueblo son la C-233 de Flix a Bellpuig, que conectan Solerás por el sur con Granadella (13 km) y por el norte con Albagés (10 km), y la carretera L-701 del Albatárrech a Juncosa que conecta el pueblo con Grañena de las Garrigas (4 km) y Torms (5 km). Uno de los pueblos vecinos es El Cogul, conocido por las pinturas rupestres de la Roca de los Moros.

## Geografía humana

### Demografía
Cuenta con una población de 310 habitantes (INE 2024).
| Gráfica de evolución demográfica de Solerás entre 1842 y 2021 |
| |
| Población de derecho según los censos de población del INE Población de hecho según los censos de población del INEEn estos censos se denominaba Solerás: 1842, 1857, 1860, 1877, 1887, 1897, 1900, 1910, 1920, 1930, 1940, 1950, 1960, 1970 y 1981 |

| 1900 | 1930 | 1950 | 1970 | 1981 | 1986 | 2005 | 2015 |
| ---- | ---- | ---- | ---- | ---- | ---- | ---- | ---- |
| 927  | 878  | 778  | 593  | 541  | 510  | 403  | 359  |

## Historia
Las primeras referencias históricas escritas las encontramos en un documento del Llibre Verd de la Ciutat de Lleida, del 1114, donde se mencionan todos los límites del término, que pertenecía a la ciudad de Lérida.
En 1149, el conde de Barcelona, Ramón Berenguer IV, fundador del monasterio de Poblet, conquistó el territorio a los musulmanes. El rey Alfonso I El Casto, hijo de Ramón Berenguer IV, encomendó en 1181 al caballero Ramón de Cervera la repoblación del territorio, y Solerás, junto con los pueblos de Els Torms y Juncosa de les Garrigues, van pasar a formar la Baronía de Juncosa.
El año 1224, el abad de Poblet compró por la cantidad de 1200 morabetinos alfonsinos la Baronía de Juncosa a su poseedor Ramón de Miravet. El 1313, Poblet terminó de comprar los derechos dominicales de los tres pueblos a Pedro de Cervera, castellano de Castelldans.
A partir de esta época, la historia posterior vincula a la localidad durante siglos al Monasterio de Poblet, fundado en 1150 por el conde Ramón Berenguer IV.
A la extinción de los señoríos, las tres localidades, que habían estado siempre en la órbita de Lérida, formaron parte del partido judicial de esta ciudad.
Desde el 1736 Solerás presenta varias solicitudes para tener vicario propio y disgregarse de su matriz parroquial, Grañena de las Garrigas, sin éxito. El 22 de enero de 1786, unos vecinos de Solerás imponen ante notario un derecho de vigésimo de sus frutos para hacer una iglesia nueva. El 11 de mayo de 1798, después de presentar una nueva solicitud de vicario, ahora directamente al rey, y pese a la oposición del rector de Grañena y del mismo obispado, se da curso desde Madrid a la Real Orden de que se ponga vicario perpetuo a Solerás. Entre el 1798 y el 1804 se cree que se edificó la iglesia nueva, pero no es hasta el 19 de junio de 1804, y tan sólo después de que el pueblo se comprometa a hacer una Casa Abadía, que el obispo Torres crea la nueva vicaría de Solerás. El 22 de marzo de 1805, se hace el primer bautizo la nueva parroquia y el 29 de mayo de 1808 el obispo Gerónimo María de Torres hace la Primera Santa Visita.
Un documento del Prior de Poblet de marzo de 1809, dice que gente de Solerás y otros pueblos luchan contra el invasor francés entre Prades, Poblet y Alforja.
-Durante la guerra civil de 1936-1939, se destruyen los altares de la iglesia y en queman las imágenes, pero terminada la guerra se vuelve a rehacer todo por suscripción popular en unos diez años y pico.

## Economía

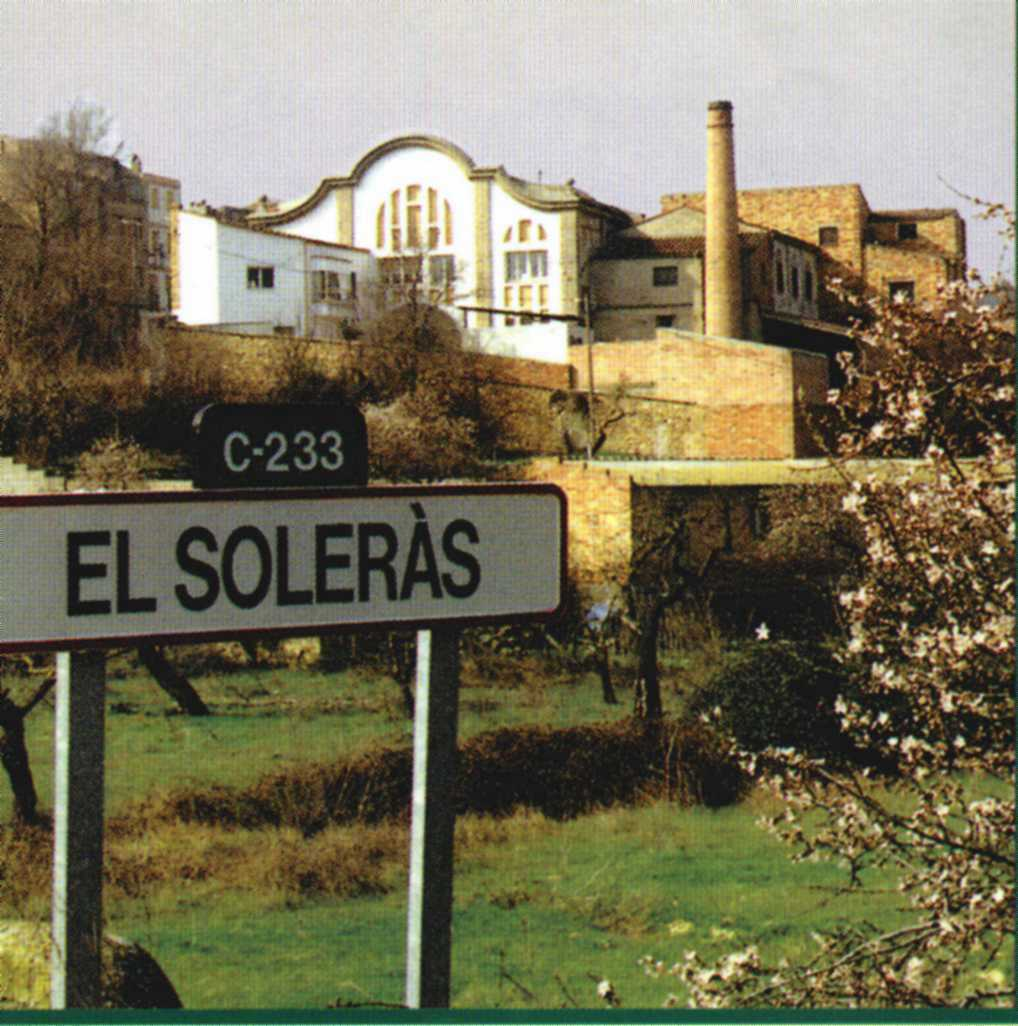
El Sindicat, una cooperativa de aceite de oliva

Debido al tipo de suelo y la pluviometría del lugar donde está situado el pueblo, se ha dedicado siempre a los cultivos de secano, sobre todo en el olivo y el almendro, además de unos cultivos de huerta en el valle. Aun así hay fincas que riegan por goteo con agua canalizada que llevan de pozos que recogen el agua en el Valle Mayor. Actualmente también es importante el sector de la ganadería porcina, bovina y de aves.
El pueblo cuenta con una cooperativa agrícola fundada en 1919 para solucionar los problemas de competitividad en el precio que tenían los agricultores al vender las aceitunas, siempre ligados a intereses de terceros. En 1950, la cooperativa creó las secciones de almendras, abonos e insecticidas, cereales, piensos, cultura agrícola y crédito. Con este abanico de servicios consiguió dar una cobertura casi total al socio. En 1994 la otra cooperativa del pueblo, que era avícola, tuvo que cerrar asumiendo la cooperativa agrícola sus funciones y servicios. Actualmente es la principal empresa y motor económico del pueblo.

## Edificios notables

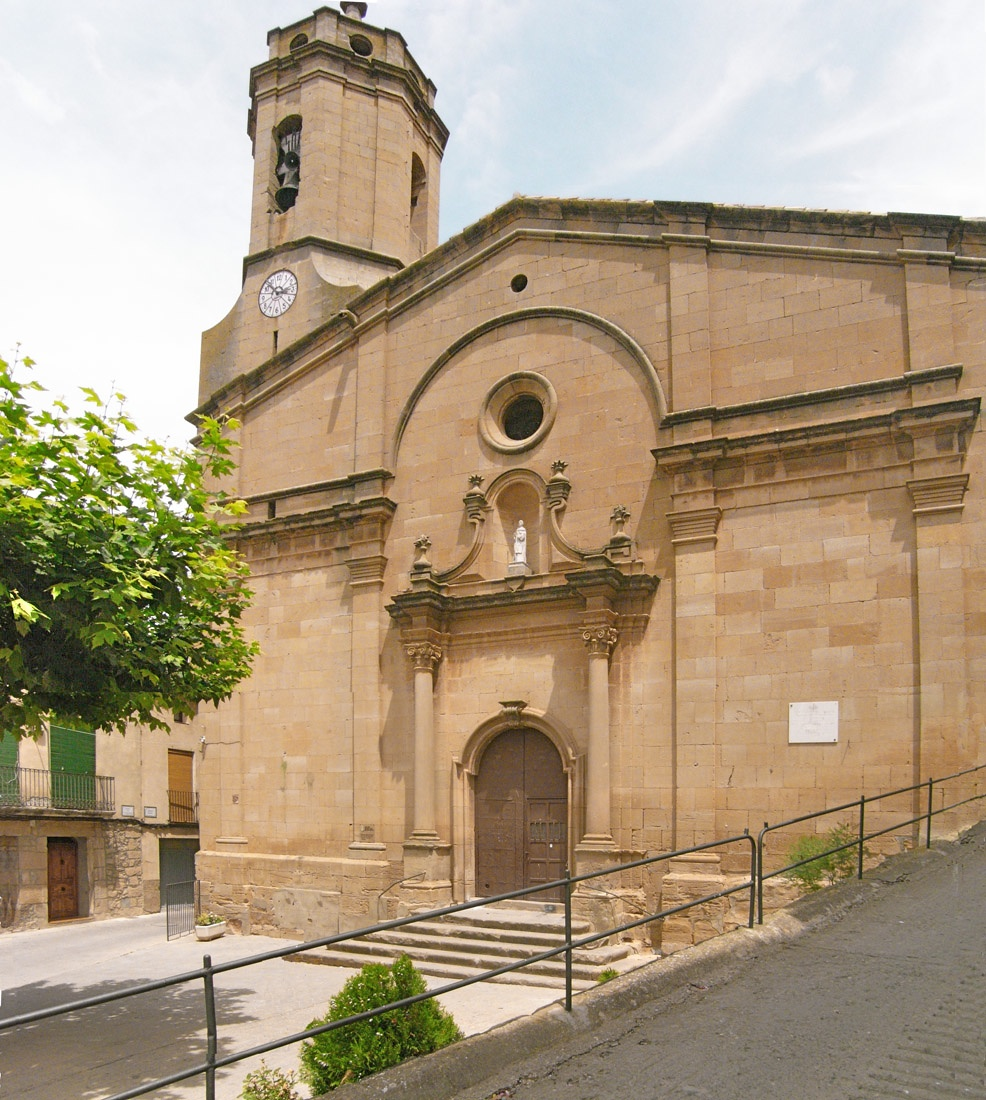
La iglesia de la localidad de estilo neoclásico, dedicada a Santa María.

Como principal edificio de la localidad cabe destacar la iglesia de la localidad de estilo neoclásico, dedicada a Santa María. Data aproximadamente de 1805, está compuesta de tres naves y tiene un campanario octogonal. Cuenta con un retablo de Ramon Borràs Perelló.
Otros edificios notables son la Cooperativa del Camp, que fue proyectada por Cèsar Martinell entre 1920 y 1921 y es estilo modernista, los restos de un viejo molino del siglo XVIII y tres ermitas dedicadas a las tres madres de Dios más importantes: la Virgen de Fátima (1954), Nuestra Señora de Lourdes (1987) –imitando la gruta del Santuario de Lourdes– y la virgen de Montserrat (1993).
Al este del término municipal se encuentra el antiguo despoblado de Montvellet. Se conservan los muros de una derruida iglesia que una tradición no documentada atribuye a un convento del Císter.

## Cultura
- Orfeón Veus del Camp, en activo desde 1954, fundada por Josep Aran Flix.